# Nicolepeira flavifrons
Espèce
Synonymes
- Epeira flavifrons Nicolet, 1849
- Epeira hyadesi Simon, 1884

Nicolepeira flavifrons est une espèce d'araignées aranéomorphes de la famille des Araneidae.

## Distribution
Cette espèce est endémique du Chili. Elle se rencontre dans les régions de Magallanes, des Lacs, d'Araucanie, du Biobío et d'O'Higgins

## Description
Les mâles mesurent de 4,3 à 4,7 mm et les femelles de 4,7 à 6,5 mm.

## Publication originale
- Nicolet, 1849 : Aracnidos. Historia física y política de Chile. Zoología, vol. 3, p. 319-543.